# Благовское
Благовское — деревня в Ступинском районе Московской области в составе Аксиньинского сельского поселения (до 2006 года — Большеалексеевский сельский округ). 

## География
Расположено на севере района, на правом берегу реки Северка, высота центра деревни над уровнем моря — 119 м. Ближайшие населённые пункты на другом берегу реки: Троице-Лобаново в 300 м на север, Марьинка и Полупирогово — примерно в 1,5 км на северо-восток.

## Население
| 2002 | 2006 | 2010 |
| ---- | ---- | ---- |
| 0    | →0   | →0   |

## Инфраструктура
Благовское на 2015 год — населённый пункт без официального населения, фактически — дачный посёлок: в деревне 1 улица, 1 переулок и 2 СНТ.